# Sincheon-dong, Siheung
Sincheon-dong (koreanska: 신천동) är en stadsdel i staden Siheung i provinsen Gyeonggi i Sydkorea, 23 km sydväst om huvudstaden Seoul.